# جهارشنبة (إسطنبول)
جهارشنبة (بالتركية: Çarşamba)‏ حي سكني يقع إدارياً ضمن إسطنبول في تركيا.